# Nephodia umbrilinea
Nephodia umbrilinea är en fjärilsart som beskrevs av W. Warren 1907. Nephodia umbrilinea ingår i släktet Nephodia och familjen mätare. Inga underarter finns listade i Catalogue of Life.